# ТВ ребус
„ТВ ребус” је југословенска телевизијска серија снимљена 1973. године у продукцији ТВ Скопље.

## Улоге
| Глумац                   | Улога |
| ------------------------ | ----- |
| Аце Ђорчев               |       |
| Илија Џувалековски       |       |
| Тодорка Кондова          |       |
| Димче Мешковски          |       |
| Катерина Крстева         |       |
| Владимир Дади Ангеловски |       |

Комплетна ТВ екипа ▼
| Редитељ | Димитар Христов |